# Liste der Kulturdenkmäler in Schmitshausen
In der Liste der Kulturdenkmäler in Schmitshausen sind alle Kulturdenkmäler der rheinland-pfälzischen Ortsgemeinde Schmitshausen aufgeführt. Grundlage ist die Denkmalliste des Landes Rheinland-Pfalz (Stand: 14. Dezember 2023).

## Denkmalzonen
| Bezeichnung                    | Lage                    | Baujahr | Beschreibung                                                             | Bild                           |
| ------------------------------ | ----------------------- | ------- | ------------------------------------------------------------------------ | ------------------------------ |
| Denkmalzone Sonnenbergstraße 7 | Sonnenbergstraße 7 Lage | 1852    | klassizistischer Putzbau, bezeichnet 1852; Gesamtanlage mit Stallscheune | weitere Bilder Fotos hochladen |

## Einzeldenkmäler
| Bezeichnung                           | Lage                                                                      | Baujahr                | Beschreibung                                                                               | Bild                           |
| ------------------------------------- | ------------------------------------------------------------------------- | ---------------------- | ------------------------------------------------------------------------------------------ | ------------------------------ |
| Gasthaus                              | Pirmasenser Straße 1 Lage                                                 |                        | fünfachsiger Putzbau                                                                       | weitere Bilder Fotos hochladen |
| Dorfgemeinschaftshaus                 | Pirmasenser Straße 6 Lage                                                 |                        | ehemalige Schule; zweigeschossiger Sandsteinquaderbau mit Walmdach                         | weitere Bilder Fotos hochladen |
| Wegekreuz                             | Sonnenbergstraße, bei Nr. 4 Lage                                          | 1869                   | Wegekreuz, 1869                                                                            | weitere Bilder Fotos hochladen |
| Quereinhaus                           | Sonnenbergstraße 6a Lage                                                  | 1841                   | klassizistisches Quereinhaus, bezeichnet 1841                                              | weitere Bilder Fotos hochladen |
| Quereinhaus                           | Sonnenbergstraße 12 Lage                                                  | 1838                   | klassizistischer Wohnteil eines Quereinhauses, bezeichnet 1838                             | weitere Bilder Fotos hochladen |
| Quereinhaus                           | Sonnenbergstraße 13 Lage                                                  | 1848                   | Quereinhaus, bezeichnet 1848                                                               | weitere Bilder Fotos hochladen |
| Glockenturm                           | Sonnenbergstraße 13a Lage                                                 | 1834                   | dreigeschossiger Glockenturm, Quadermauerwerk, bezeichnet 1834                             | weitere Bilder Fotos hochladen |
| Wohnhaus                              | Sonnenbergstraße 14 Lage                                                  | spätes 19. Jahrhundert | späthistoristisches Wohnhaus, spätes 19. Jahrhundert; Gesamtanlage mit Wirtschaftsgebäuden | weitere Bilder Fotos hochladen |
| Wohnhaus                              | Sonnenbergstraße 19 Lage                                                  | 1871                   | klassizistisches Wohnhaus, bezeichnet 1871; Gesamtanlage mit Wirtschaftsgebäude            | weitere Bilder Fotos hochladen |
| Wohnhaus                              | Sonnenbergstraße 22 Lage                                                  | um 1870                | spätklassizistisches Wohnhaus, um 1870; Gesamtanlage mit Wirtschaftsgebäuden               | weitere Bilder Fotos hochladen |
| Wohnhaus                              | Sonnenbergstraße 32 Lage                                                  | 1870                   | Krüppelwalmdachbau, bezeichnet 1870                                                        | weitere Bilder Fotos hochladen |
| Katholische Pfarrkirche Allerheiligen | nordöstlich des Ortes (Am Ochsenberg 1) Lage                              | 1926–28                | vierachsiger Saalbau, 1926–28                                                              | Fotos hochladen                |
| Kriegerdenkmal                        | südlich des Ortes an der L 466; Flur Am Zweibrücker Weg lange Ahnung Lage |                        | Kriegerdenkmal 1914/18                                                                     | weitere Bilder Fotos hochladen |
| Wegekreuz                             | südlich des Ortes an der L 466; Flur Hinter dem Dungland Lage             | um 1900                | neugotisches Kruzifix, um 1900                                                             | weitere Bilder Fotos hochladen |